# Hasta la vista, baby

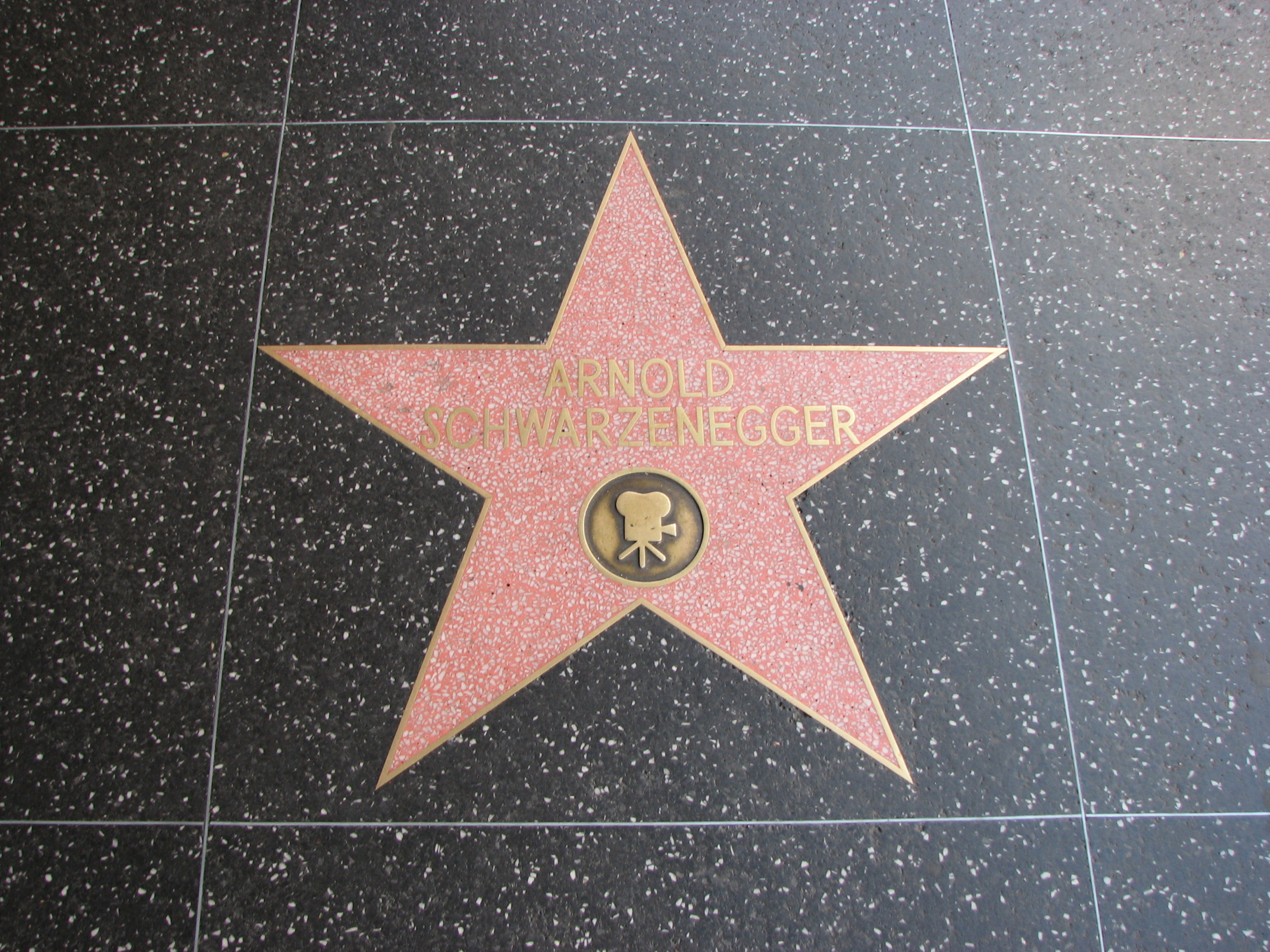
Gwiazda Arnolda Schwarzeneggera na Hollywood Walk of Fame

Hasta la vista, baby – wypowiedź filmowa Arnolda Schwarzeneggera, użyta w filmie z roku 1991 Terminator 2: Dzień sądu, w którym aktor odtwarzał tytułową rolę. Amerykański Instytut Filmowy umieścił tę wypowiedź 21 lipca 2005 roku na 76. miejscu listy najsłynniejszych cytatów filmowych ostatnich 100 lat.

## Pochodzenie
Termin Hasta la vista jest w codziennym użytku w niektórych krajach posługujących się językiem hiszpańskim, choć nie w Hiszpanii, gdzie odpowiednikiem jest ¡Hasta luego!. Znaczy on „do zobaczenia”. Zwrot ten, uzupełniony o angielskie słowo baby – Hasta la vista, baby – użyty został w piosence z roku 1987 „Looking For A New Love” wykonywanej przez Jody Watley. Zastosowanie tego terminu w Terminatorze 2 uczyniło je hasłem powszechnie znanym na całym świecie. Jednak w hiszpańskojęzycznej wersji filmu, w celu utrzymania żartobliwej wymowy sceny, Terminator używa zwrotu japońskiego ¡Sayonara, baby!.

## Film
Hasta la vista, baby został użyty w filmie 1991 roku Terminator 2, napisanym przez Jamesa Camerona i Williama Wishera Jr. Zwrot pojawia się podczas rozmowy Johna Connora (Edward Furlong) z Terminatorem (Schwarzenegger):

John Connor:

 No, no, no, no. You gotta listen to the way people talk. You don't say „affirmative”, or some shit like that. You say „no problemo”. And if someone comes on to you with an attitude you say „eat me”. And if you want to shine them on it's „hasta la vista, baby”.
Nie, nie, nie, nie. Musisz słuchać, w jaki sposób ludzie rozmawiają. Nie mów „Potwierdzam” czy coś w tym stylu. Mów „No problemo”. Jeżeli ktoś cię zaczepi, mów: „Naskocz mi”. A jeżeli chcesz na kimś zrobić wrażenie, mów: „Hasta la vista, baby!” (1:11:16-34 czas filmu)

Terminator:

 Hasta la vista, baby. (1:11:35-36)

Arnold zastosował ten zwrot przed oddaniem strzału do zamrożonego przez ciekły azot T-1000:

Terminator:

 Hasta la vista, baby. (2:04:46-48)

## W polityce
Schwarzenegger często stosował ten zwrot w swoich wystąpieniach publicznych. W roku 1992, podczas prawyborów Partii Republikańskiej, Pat Buchanan był rywalem George’a Busha do nominacji. Schwarzenegger popierał Busha i zasugerował, by wysłać do Buchanana list z treścią: „Hasta la vista, baby!”.
17 listopada 2008 Schwarzenegger udzielając wywiadu dla CNN powiedział:
“There are so many different challenges California has – it’s the greatest state in the greatest country in the world. Hasta la vista, baby!” („Kalifornia ma wiele różnych wyzwań – jest to najwspanialszy stan, najwspanialszego kraju na świecie. Hasta la vista, baby!”)
25 czerwca 2010 Dmitrij Miedwiediew, podczas swej podróży do Stanów Zjednoczonych, witając się z gubernatorem Kalifornii Arnoldem Schwarzeneggerem powiedział: „I’ll be back!”. A potem dodał „Hasta la vista, baby!” i puścił Terminatorowi oko, czym rozbawił go do łez.
20 lipca 2022 premier Wielkiej Brytanii Boris Johnson użył tych słów po zakończeniu swojej ostatniej rundy odpowiedzi na pytania w parlamencie (Prime Minister's Questions).

## Inne zastosowania
Był to także tytuł albumu Hasta la Vista Baby! nagranego przez U2 w 2000 roku. Tytuł albumu nawiązuje do wypowiedzi Schwarzeneggera. Stał się on również tytułem innych albumów, jak i przebojów muzycznych. Tytuł taki uzyskała też powieść napisana przez Tatianę Polakową (Татьяна Полякова) – Аста Ла Виста, беби!, wydanej w 2005 roku przez ЭКСМО: Москва, ISBN 5-699-09657-4. Książka została przełożona na język polski i wydana w 2008 (ISBN 978-83-60192-81-8).